# Arthur Bakker
Arthur Bakker (3 de janeiro de 1970) é um matemático neerlandês, professor associado do Freudenthal Institute, Universidade de Utrecht, Países Baixos. É fellow da Universidade de Bremen.

## Formação e carreira
Bakker obteve um doutorado em 2004 com a tese Design research in statistics education: On symbolizing and computer tools, orientado por Koeno Gravemeijer, Gellof Kanselaar e Jan de Lange. 

## Cargos e funções
É editor-in-chief do periódico Educational Studies in Mathematics. Antes, foi editor associado do Educational Studies in Mathematics desde 2014.
Com Celia Hoyles, Phillip Kent e Richard B. Noss, é co-autor de Improving Mathematics at Work: The Need for Techno-Mathematical Literacies (Routledge, 2010).